# Reichenberg-Gerät

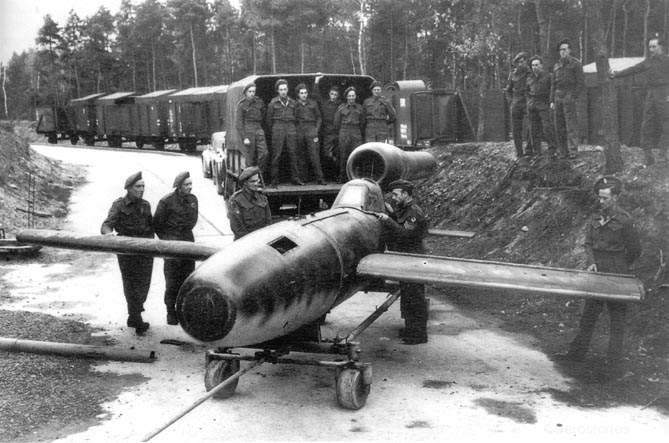
Von Briten erbeutete Fi 103 Re 4 in Neu Tramm

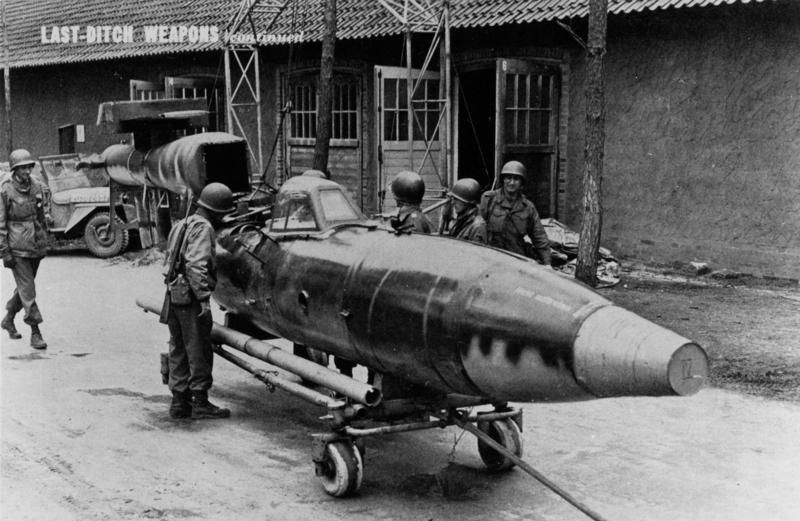
Reichenberg-Gerät wird im April 1945 aus Neu Tramm von US-Soldaten abtransportiert

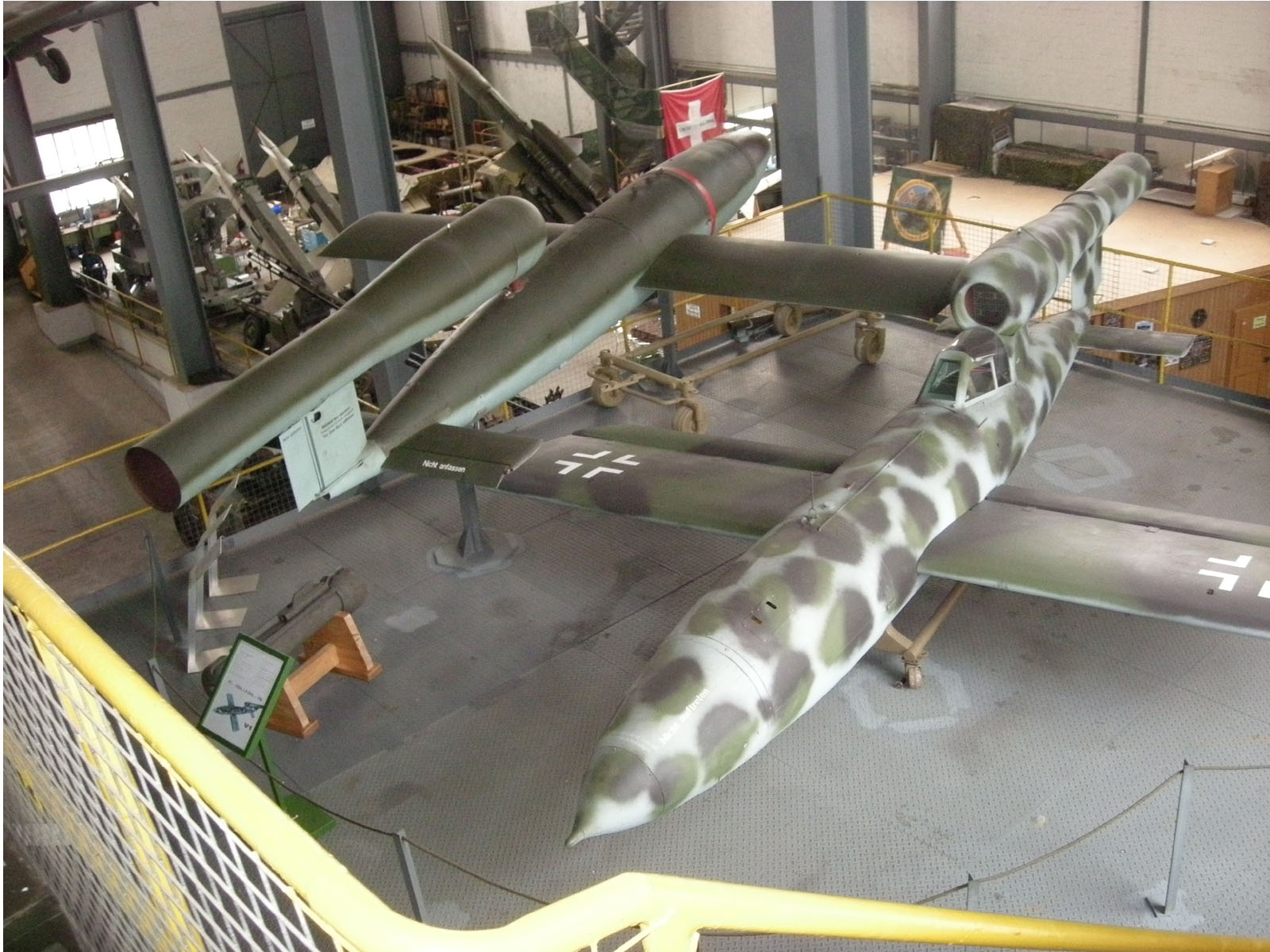
Fieseler Fi 103 (V1), Reichenberg-Gerät, Standort Schweizerisches Militärmuseum Full

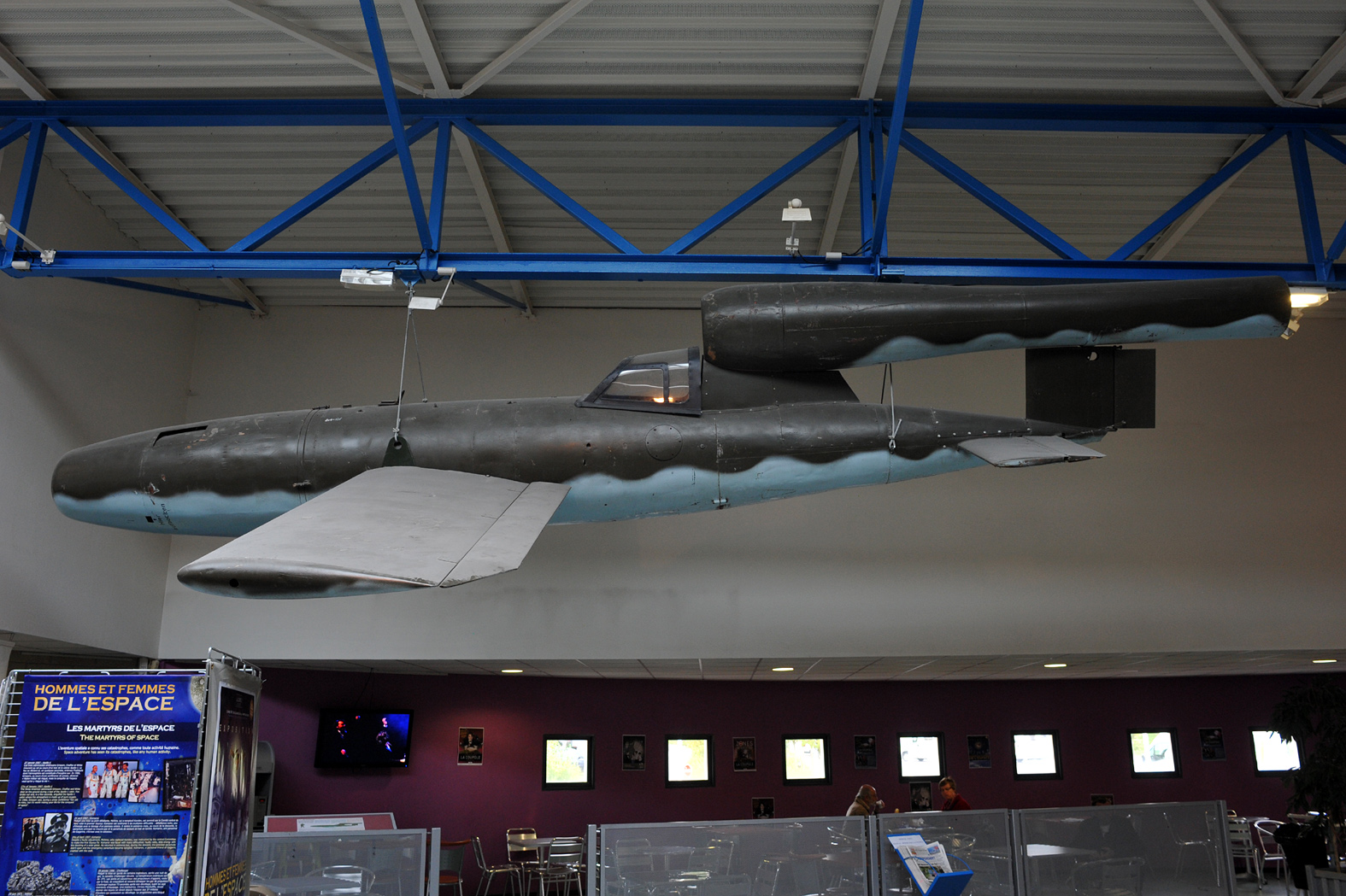
Exponat im Museum La Coupole

Reichenberg war die Tarnbezeichnung für eine bemannte Fieseler-Fi-103-Version, die im Zuge dieser Entwicklung im Zweiten Weltkrieg gebaut wurde. Sie wurde auch als V4 bezeichnet und war eine als Kamikaze-Waffe modifizierte V1 (siehe auch: deutsches Militärprojekt „Selbstopfer“). Die Japaner griffen dieses Prinzip auf und stellten die Yokosuka MXY-7 her.

## Beschreibung
Das Reichenberg-Gerät mit der RLM-Nummer Fieseler Fi 103 (von der Propaganda auch V1 genannt), war ein Versuchsflugzeug zur Erprobung der Tauglichkeit der Konstruktion und der Aerodynamik. Der Entwurf stammte von Robert Lusser und Willy A. Fiedler. Die Maschine wurde anstelle der automatischen Flugsteuerung mit einer Pilotenkabine sowie einer manuellen Flugsteuerung mit Querrudern umgerüstet. Gebaut wurden die ersten geänderten Zellen unter der Leitung Fiedlers in einer Halle der Henschel Flugzeug-Werke in Berlin-Schönefeld, aus Gründen der Geheimhaltung als Segelflug Reichenberg GmbH bezeichnet, weswegen die Maschinen auch Reichenberg-Gerät genannt wurden. Das Reichenberg-Gerät wurde zu Schulungszwecken auch in einer doppelsitzigen Version gebaut und benutzt. Die Trainingsversionen hatten eine Landekufe ähnlich der Me 163. Insgesamt könnten bis zum Februar 1945 rund 520 bis 570 modifizierte V1 hergestellt worden sein, die meisten davon in der Luftmunitionsanstalt Neu Tramm.
Es gab Vorbereitungen, das Reichenberg-Gerät als Kamikaze-Waffe zu benutzen. Dazu wurde die Militäroperation Selbstopfer ins Leben gerufen. Die Selbstaufopferungspiloten wurden dem Kampfgeschwader 200 unterstellt. Diese Organisation kam jedoch nach der Intervention des Geschwaderkommandeurs Werner Baumbach bei Hitler nicht mehr zum Einsatz. Zum angeblich geplanten Einsatz gegen die alliierten Bomberverbände kam es nie – diese hätte die Maschine aufgrund mangelnder Flugleistungen nie gefährden können.

## Versionen
- Fi 103 Re 1: umgebaute, antriebslose Grundversion der V1. Einer der beiden für die Treibstoffzufuhr und den Betrieb des Autopiloten notwendigen Pressluftbehälter wurde entfernt, der verbleibende an die Stelle des Autopiloten gesetzt und in dem freigewordenen Raum eine Sperrholzschale mit gepolsterter Nackenstütze als Pilotensitz installiert. Als Fahrgestell wurde unter dem Rumpf eine gefederte Landekufe angebracht, im Bug für die nichtvorhandene Sprengladung ein Ausgleichsgewicht installiert. Zusätzlich erhielt die Re 1 einen Wasserbehälter, um im Bahnneigungsflug höhere Geschwindigkeiten erzielen zu können. Vor jeder Landung musste er mithilfe eines Schnellablasses entleert werden, um die Landegeschwindigkeit zu reduzieren und die Landekufe nicht zu überlasten. Zwei V1 wurden auf diesen Stand umgerüstet. Anfang September 1944 erfolgte vom Flugplatz Lärz auf dem Gelände der Erprobungsstelle Rechlin ein erster Flug. Die Re 1 wurde von einer He 111 unter deren Flügel hängend in die Luft bugsiert. Das Flugverhalten erwies sich als unproblematisch. Da das Gleitflugzeug aber keine Landeklappen besaß, zerbrach es aufgrund der durch die hohe Landegeschwindigkeit auftretenden Überlastung bei der Landung und der Pilot Wilhelm Ziegler wurde schwer verletzt. Auch die zweite Re 1 wurde kurz darauf bei ihrem ersten Flug bei der Landung zerstört, wobei der Flugzeugführer Herbert Pangraz ebenfalls schwere Verletzungen davontrug

- Fi 103 Re 2: ebenfalls antriebslose Schulversion mit zusätzlicher Kabine im vorderen Rumpfbereich. Dafür wurde der Rumpf um 1,50 m auf etwa 9,88 m verlängert, ansonsten entsprach die Re 2 dem Vorgängermuster. Von ihr entstanden nur ein bis zwei Exemplare, von denen das erste am 20. September 1944 von Heinz Kensche erstmals geflogen wurde. Als Gewichtsausgleich für den fehlenden zweiten Flugzeugführer diente dabei ein auf dem vorderen Sitz platzierter Sandsack. Auf nachfolgenden Flügen wurden fünf Piloten von Kensche in die Handhabung der Fi 103 Re eingewiesen

- Fi 103 Re 3: mit einem Triebwerk ausgerüstete, mit der Re 2 aber ansonsten baugleiche Schulausführung. Mindestens zehn Stück wurden produziert, mit denen die Ausbildungsflüge fortgesetzt wurden. Der Erstflug erfolgte am 4. November 1944 wiederum durch Heinz Kensche. Einen Tag später lösten sich bei einem Testflug durch die Vibrationen des Antriebs Teile der Beplankung der linken Tragfläche und Kensche musste mit dem Fallschirm abspringen.[1] Die weiteren Flüge erfolgten ohne weitere Zwischenfälle. Auch der Konstrukteur des Reichenbach-Gerätes, Willy Fiedler, sowie Hanna Reitsch flogen die Re 3. Der letzte nachgewiesene Flug eines Reichenberg-Gerätes erfolgte am 5. März 1945 durch Walter Starbati mit einer Re 3, bei dem bei etwa 400–500 km/h aus unbekannten Gründen nacheinander beide Tragflächen abbrachen und das Fluggerät senkrecht in einen See stürzte. Starbati kam dabei ums Leben. Danach wurden alle weiteren Arbeiten an dem Programm eingestellt

- Fi 103 Re 4: vorgesehene Einsatzversion mit etwa 847 kg Sprengstoff. Es waren drei Sprengkopfarten vorgesehen: eine normale Ausführung für den Angriff auf Landziele, eine mit abgerundeter Bugspitze mit Hafthohlladung für Seeziele und eine Version ohne Sprengstoff, die lediglich mit einer stählernen Bugspitze und einem Ausgleichgewicht ausgerüstet und zum Rammangriff auf gegnerische Flugzeug vorgesehen wurde.  Bis Dezember 1944 waren 220 Exemplare fertiggestellt. Einige erhielten zu Ausbildungszwecken eine Landekufe und die Bezeichnung Re 4b

- Fi 103 Re 5: vorgesehene Schulversion für die Ausbildung von He-162-Flugzeugführern als Alternative für deren nicht befriedigende Gleitausführung He 162 S. Sie entsprach in etwa der Re 4, besaß aber einen verkürzten Bug, um beim Landeanflug bessere Sichtverhältnisse zu schaffen. Dadurch ragte das dortige Ausgleichgewicht etwas aus der Rumpfspitze. Zehn Exemplare wurden produziert, der Bau von 250 weiteren vorgesehen. Über einen Einsatz ist nichts bekannt

## Technische Daten
| Kenngröße             | Daten (Fieseler Fi 103 Re 4)                  |
| --------------------- | --------------------------------------------- |
| Typ                   | bemannte Flugbombe                            |
| Länge                 | 8,38 m                                        |
| Spannweite            | 5,72 m                                        |
| Höhe                  | 1,42 m                                        |
| Startmasse            | 2250 kg                                       |
| Triebwerk             | ein Argus-Pulso-Strahlrohr 109-014 mit 335 kp |
| Höchstgeschwindigkeit | praktisch 675 km/h, theoretisch 780 km/h      |
| Reichweite            | 330 km                                        |

## Verbleib
Eines der wenigen erhaltenen und in Europa ausgestellten Exemplare ist im Museum La Coupole in Helfaut-Wizernes, Département Pas-de-Calais in Nordfrankreich, als Leihgabe der Stadt Antwerpen ausgestellt. Ein weiteres Exemplar befindet sich seit 2015 im Schweizerischen Militärmuseum Full.  Weitere finden sich in Nordamerika.
Es gibt auch noch ein Exemplar im Nationaal Militair Museum in den Niederlanden.